# カール・ウェルニッケ
カール・ウェルニッケ（Carl (or Karl) Wernicke ([ˈvɛərnɪkə, -ki]; ドイツ語: [ˈvɛɐ̯nɪkə]、1848年5月15日 - 1905年6月15日）は、ドイツの医師、解剖学者、精神科医、神経病理医。特定の形の脳症の病理学的効果に関する影響力のある研究や受容性失語症の研究で知られ、どちらもウェルニッケの名前がついたウェルニッケ脳症とウェルニッケ失語症と呼ばれている。ウェルニッケの研究はポール・ブローカの研究とともに脳機能の局在性、特に発話における画期的な発見につながった。ウェルニッケ野（ウェルニッケ言語野とも）もこの人物にちなむ。

## 経歴
1848年5月15日にプロイセン王国、Upper Silesiaの小さな町であるTarnowitz（現在のポーランド、タルノフスキェ・グルィ）で生まれた。ブレスラウ大学近くのOppelnのギムナジウムで中等教育をうけ、その後ブレスラウ大学で医学を学び、大学院ではブレスラウ、ベルリン、ウィーンで言語と失語症を研究した。
ブレスラウ大学で医学の学位を取得した（1870年）後、ブレスラウのAllerheiligen Hospitalで眼科教授Ostrid Foersterの助手として半年間働いた。不幸にも1870年に普仏戦争が勃発し、軍医として従軍した。その後、Allerheiligen Hospitalに戻り、Heinrich Neumann教授の下で助手として精神科に勤務した。Neumannはウェルニッケをウィーンに半年間派遣し、神経病理医であるTheodor Meynertの下で研究をさせた。彼はウェルニッケのキャリアに大きな影響を与えた。
1875年、ベルリンのシャリテーで Karl Westphalの最初の助手に指名され、1878年までそこで精神医学と神経疾患を研究した。
1878年、ベルリンで精神神経の個人病院を設立し、1881年に病院を離れるまで多くの論文を発表した。1885年、師であるNeumann教授の後を継いでブレスラウ大学の神経学と精神医学の准教授を務め、会議の議長も務めた。1890年までにAllerheiligen Hospitalの精神医学長となり、大学病院の神経学・精神医学長にもなった。1904年にハレ大学に勤め、同大学の精神医学・神経学病院の院長を務めた。
1905年6月15日にテューリンゲンの森での自転車事故による怪我がもとで死去した。

## 失語症の研究

ウェルニッケ野

ウェルニッケは、フランスのパリから来た言語とコミュニケーションの研究、特にポール・ピエール・ブローカのものに大きな影響を受けていた。ブローカの運動性失語症に関する研究は、言語に関連する精神生理学と失語学に対するウェルニッケの興味に影響を与えた。ウェルニッケは、言語障害と言語問題の原因となる脳損傷を起こした病変の位置との関係に疑問を持ち始めた。
1874年、Mynertと研究しながらDer Aphasische Symptomencomplexを発表した。この本の中で、感覚性失語症（現在ウェルニッケ失語症として知られる）をブローカにより説明された運動性失語症とは明らかに異なるものとして説明した。感覚性失語症を流暢であるが発話に障害がある、発話の理解に障害がある、黙読に障害があるなどと分類した。ブローカの運動性失語症に関する知見を取り入れ、両方の形の失語症を脳の損傷の結果であると説明した。しかし、損傷の場所がどちらの失語症を発症するかを決定する。ウェルニッケは、感覚性失語症を左側頭葉の病変の結果として、運動性失語症を左後前頭葉の病変の結果として説明した。これら2つの概念が言語の神経基盤に関するウェルニッケの理論の基礎となった。
ウェルニッケは、運動活動は感覚刺激を伴うものであり、脳内に運動野と感覚野をつなぐ線維があるため、感覚性失語症と運動性失語症の原因となる病変がある部分にも接続があるはずであるという仮定をした。両方の構造が残っていると仮定し、この接続を切断することの問題を論じた。感覚性失語症に影響を与える部分は機能しているため、患者は仮定として口語や黙読を理解する能力は保持することができる。しかし、ブローカ野との接続は断たれているため、心理過程を効果的に言語化することができなくなってしまう。
ウェルニッケはさらに感覚的失語症を混乱状態や精神病状態と間違えることへの危険性についても論じ、1891年にジグムント・フロイトにより記述された物体を認識できない失認症と失語症を区別することの重要性を強調した。
局在化の理論を提唱し、脳の異なる識別可能な領域が異なる行動を制御し、これらの領域が相互に作用することでより多くの行動を生み出すことを提案した。これはブローカ野とウェルニッケ野が相互作用して言語を生成する場合にあてはまる。ブローカとウェルニッケの研究は、運動ホムンクルスの同定や特定の領域の脳損傷がさまざまな障害、病気、異常行動の原因になるという理論など、人々に対して脳の局在領域の研究と同定への道を開いた。
ベルン大学病院の医学教授であったLudwig Lichtheimはブローカ、ウェルニッケ、Adolf Kussmaulの影響をうけてÜber Aphasie”を著した。Lichtheimの著作は言語能力を分析し言語障害を7つの異なる失語症に分類したが、ウェルニッケ失語症はそのうちの1つであった。ウェルニッケはLichtheimの失語症の分類を採用し、これはウェルニッケ-Lichtheimモデルとなった。

## 要素的症状
1892年の第59回ブレスラウ会議で、Karl Kahlbaumがウェルニッケがよく知る事例研究に基づいてパラノイアについて説明した。ウェルニッケはこの事例を自身が「要素的症状」(“elementary symptom”、単一の基本的な症状があり、他の全ての症状は全て要素的症状から派生したもの）と呼ぶものの1例として紹介した。
Karl Leonhardもウェルニッケの研究を追った。Leonhardは障害の症状を過度に一般化する「要素的症状」理論を否定したが、ウェルニッケの精神病理学的な障害の分類をエミール・クレペリンの二分法の分類体系に取り入れた。例えば、Leonhardはウェルニッケの不安精神病(“anxiety-psychosis”)をサイクロイド精神病(“cycloid psychosis”)と名前を変えたが、これは統合失調症やBipolar cyclingと似ている。クレペリンはまた、各障害を全体としてみるのではなく重要な症状に焦点を当てようとしたウェルニッケの理論とは対照的に、特定の障害の臨床的側面を全て記述する（疾病分類学、ノソロジー）ことで要素的症状理論を否定した。
要素的症状の理論は一般的に否定され、理論を裏付ける証拠がないため今日ではあまり知られていない概念である。この理論自体は現代の疾病分類学や病因学では支持されていないが、標的症状の概念を持つ精神薬理学の実践においては一般的な影響力を持つ。臨床的な精神薬理学では、一般的に障害や診断全体ではなく特定の症状を扱う。現代の精神医学はウェルニッケの理論と平行して、症状は他の症状に起因するという仮定に基づいている。
ウェルニッケ自身は失語学に傾倒していたため、要素的症状理論の研究を進めていなかった。要素的症状理論の根本的な問題の1つは、ウェルニッケが不安を多くの障害の要素的症状として説明したことである。不安はほとんど全ての精神疾患にある程度見られることから、このことは理論の問題点であった。このため要素的症状を臨床的に分類し適切な治療を行うことができなかった。ウェルニッケや他の心理学者にとってもう1つ問題なのは、どの症状が要素的症状で、治療するのが同じくらい重要であるかもしれず他の症状の直接的な結果ではないかもしれない他の症状に対して優先順位をつけることを決定することであった。最後に、ウェルニッケは伝統的なドイツの精神医学を維持し、症候群や障害を区別するというクレペリンのアプローチを用いず、症状の原因を身体的なものと精神的なものと区別することができずに、臨床的なビネットを記述した。

## エポニム
- ウェルニッケ失語症: 受容性失語症または感覚性失語症と同義。後上側頭回の障害により起こる、言葉を理解できないもしくは意味のある言葉を発することができないことである[7][8]。
- ウェルニッケ脳症: チアミン欠乏による急性神経機能障害。眼筋麻痺、失調、精神錯乱の3つが揃うのが特徴である。亜急性認知症症候群であるコルサコフ精神病と合併すると、ウェルニッケ・コルサコフ症候群と呼ばれる[9][10]。
- ウェルニッケ瞳孔反応: 網膜の盲目部分に光に対する直接的な反応がないこと。1881年に眼科医のHermann Wilbrandにより初めて記述された[11]。
- Wernicke's centre
- Wernicke's cramp
- Wernicke's dementia
- Wernicke's disease
- Wernicke-Korsakoff disease
- Wernicke-Mann hemiplegia

## 発表物
1897年、Theodor Ziehen (1862-1950)とともにジャーナルMonatsschrift für Psychiatrie und Neurologieを創設した。
ブレスラウからの会議プロシーディングはAllgemeine Zeitschrift fur Psychiatrie und Psychische-Gerichtliche Medizinで発表された。
ウェルニッケによる主著は以下の通り。
- Der aphasische Symptomencomplex. Eine psychologische Studie auf anatomischer Basis [The aphasic symptom complex: a psychological study from an anatomical basis]; Breslau, M. Crohn und Weigert, 1874.
- Das Urwindungssystem des menschlichen Gehirns [The Primordial Gyral-System of the Human Brain], 1876.
- Lehrbuch der Gehirnkrankheiten : für Aerzte und Studirende [Textbook of brain diseases: for doctors and students], 1881.
- Über hemiopische Pupillenreaktion [On hemianopsic pupillary response], in Fortschritte der Medicin, 1883, 1: 49–53.[11]
- Grundriss der Psychiatrie in klinischen Vorlesungen [Foundation of psychiatry in clinical lectures], 1894.
- Atlas des Gehirns; Schnitte durch das menschliche Gehirn in photographischen Originalen [Atlas of the brain; sections of the human brain from photographic originals], 1897.
- Krankenvorstellungen aus der psychiatrischen klinik in Breslau [Ideas on illness from the psychiatric clinic in Breslau], 1899.

アンソロジー
- Eggert, Gertrude H. (1977). Wernicke's works on aphasia: A sourcebook and review. Mouton. ISBN 9789027979858